# Ker

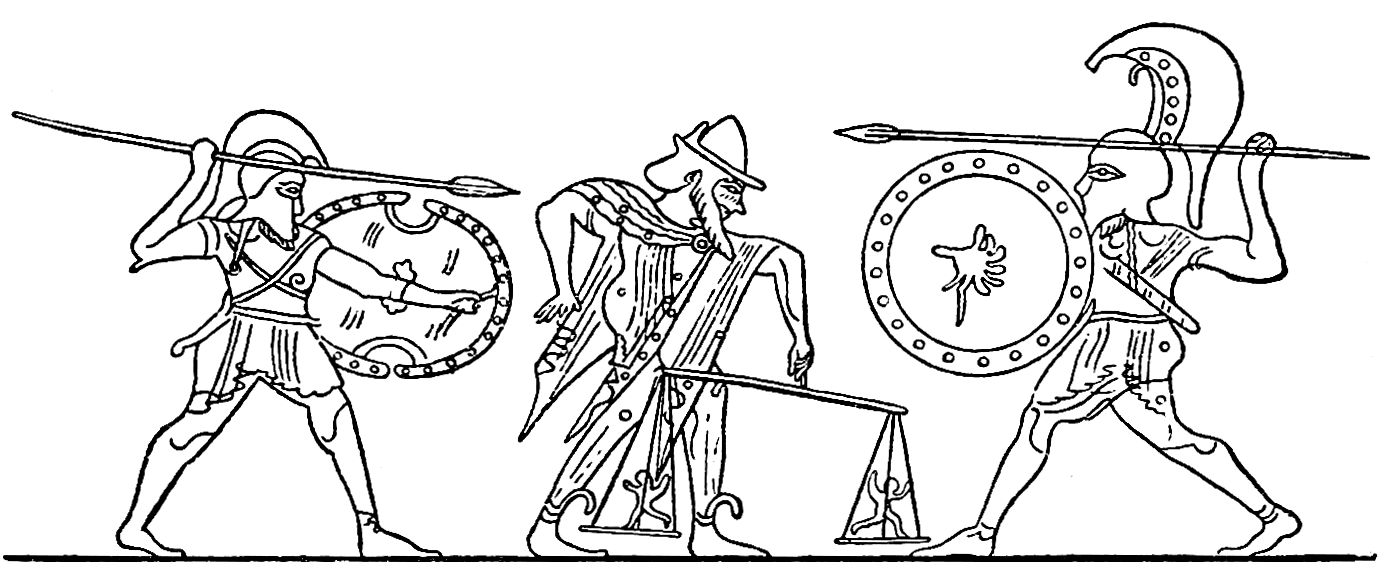
Kerostasie – Abwägen der Keres durch Hermes
(Lekythos aus Capua)

Ker (altgriechisch Κήρ Kḗr, deutsch ‚Tod, Todesgeschick‘, Plural Κῆρες Kḗres, deutsch auch Keren) ist in der griechischen Mythologie die Verkörperung des gewaltsamen Todes.
Manchmal wird der Name auch für eine ganze Gruppe von Todes- und Unglücksdämonen verwendet.
Nach Hesiod waren Ker bzw. die Keren Kinder der Nyx:
Nyx nun zeugte die Ker, die umdüsternde, Moros, den grausen,

Thanatos dann und den Hypnos zugleich mit dem Schwarm der Oneiren,

[…]

Auch die Moiren gebar sie, die grausam strafenden Keren,

Welche, der Menschen und Götter Vergehungen strenge verfolgend,

Nie, die Göttinnen! ruhn vom schrecklichen Grimme des Zornes,

Bis sie verderbliche Rach’ an jedem geübt, der gesündigt.
Es erscheint hier also sowohl Ker als einzelne Personifikation (zusammen mit Moros genannt) als auch die Keren als Gruppe (zusammen mit den Moiren).
Und in seinem Gedicht Der Schild des Herakles entwirft Hesiod ein grausiges Gemälde vom Tun der Keren:
… Aber von hinten

Keren in dunkler Gestalt, mit weißen Zähnen erklirrend,

Grass, und düsteres Auges, und blutbesprengt, und unnahbar,

Hatten um Fallende Zank: denn jegliche wollte begierig

Trinken das schwarze Blut; und erhaschte sie einen gestreckten,

Oder an frischer Wund’ hinfallenden, schleunig um diesen

Schlug sie die mächtigen Klaun; und es fuhr die Seele zu Aïs,

Tief in des Tartaros Schauer hinab: war ihnen das Herz nun

Satt des Menschenblutes, zurück dann warfen sie jenen,

Wandten sich um, und durchstürmten der Feldschlacht Lärm und Getümmel.
Bei Homer erscheint Ker meist wenig personalisiert als Bezeichnung für Tod oder Todesverhängnis, und zwar in Form des gewaltsamen Todes, der das Leben entreißt, im Unterschied zum gnädigen, sanften, dem Schlaf (Hypnos) verwandten Thanatos (beides ebenfalls Kinder der Nyx). Vor allem in der Ilias erscheinen sie als dämonische Lebensräuber des Schlachtfeldes, als „die graulichen Keren des Todes“, denen man aber auch (zumindest vorübergehend) entgehen kann:
Zwietracht tobt’ und Tumult ringsum, und des Jammergeschicks Ker,

Die dort lebend erhielt den Verwundeten, jenen vor Wunden

Sicherte, jenen entseelt durch die Schlacht hinzog an den Füßen;

Und ihr Gewand um die Schulter war rot vom Blute der Männer.
Bei den lateinischen Mythographen erscheinen Letum („Tod, Vernichtung“; in Hyginus Mythographus, Fabulae praefatio) bzw. Tenebrae („Finsternisse“; in Cicero, De natura deorum 3,17) als entsprechende Nachkommen der Nox („Nacht“). Hyginus benennt außerdem Erebus als Vater von Letum. Letum steht zudem für den Bruder der Ker, Thanatos.